# Carlos de São José e Sousa
Carlos de São José e Sousa, O.C.D. (Recife, 14 de setembro de 1776 - 3 de abril de 1850 ) foi um frade e prelado luso-brasileiro da Igreja Católica, bispo de São Luís do Maranhão.

## Biografia
Era filho de Carlos José de Sousa e de Mariana Machado Freire, sendo o irmão mais velho de Dom Pedro de Santa Mariana e Sousa, Conde de Santa Mariana, esmoler do Imperador. Em 4 de dezembro de 1797 recebeu o hábito Carmelita, quando foi feito diácono e foi ordenado padre em 21 de dezembro de 1799. Por seus conhecimentos acabou entrando no Seminário de Olinda, e foi lente de filosofia e teologia moral. Foi mestre nos noviços, secretário, definidor e Provincial da ordem, por duas vezes. 
Com a fama de seu conhecimento chegando até a Corte, Dom Lorenzo Caleppi, núncio apostólico, o nomeou para visitador geral da sua Ordem, por breve de 6 de novembro de 1809. Era examinador sinodal para a Diocese e durante a ausência do Bispo de Olinda, Dom Frei João da Purificação Marques Perdigão, O.S.A., que foi prestigiar a coroação de Dom Pedro II do Brasil na Corte, serviu como um dos três administradores da Diocese de Olinda. Em 1841, foi nomeado diretor do Liceu do Recife.
Dom Pedro II o nomeou como bispo de São Luís do Maranhão em 13 de maio de 1843, quando já contava com 67 anos, sendo seu nome confirmado em 22 de janeiro de 1844, pelo Papa Gregório XVI. Foi consagrado em 2 de junho do mesmo ano, no Convento de Nossa Senhora do Carmo, por Dom Frei João da Purificação Marques Perdigão, O.S.A., bispo de Olinda, coadjuvado por Dom Frei Tomás Manuel de Noronha e Brito, O.P., bispo-emérito de Olinda e assistido por Frei João de Santa Isabel Pavão, provincial do Convento do Carmo.
Chegou na Sé de São Luís em 28 de junho de 1844, quando fez a sua entrada solene. Passou apenas três anos à frente da Sé, em que enfrentou graves problemas financeiros e combateu a interferências das autoridades civis nas questões religiosas, mas devido a dores crônicas, voltou para Pernambuco para se tratar. Conseguiu uma licença imperial mas faleceu em Recife, em 3 de abril de 1850, após 47 anos de claustro e 6 de episcopado. Foi sepultado no Convento de Nossa Senhora do Carmo.